# توماریداس
توماریداس دانشمند یونانی از اهالی پاروس بود که در سدهٴ چهارم قبل از میلاد و احتمالاً نیمهٴ اول آن برآمد. او ریاضی‌دانی بود که اعداد اول را اعداد خطی می نامید و روشی برای حل معادلات خطی اختراع کرد این روش جالب توجه به گُل توماریداس موسوم شد.